# Vincent du Vigneaud
Vincent du Vigneaud (Chicago, 18 de maio de 1901 — White Plains, 11 de dezembro de 1978) foi um químico estadunidense.
Foi agraciado com o Nobel de Química de 1955, por sua investigação sobre os hormônios, aminoácidos, vitaminas e proteínas. Mais especificamente, "pelo seu trabalho sobre compostos sulfúricos importantes bioquimicamente, especialmente para a primeira síntese de uma hormona peptídea".

## Carreira
Sua carreira foi caracterizada por um interesse por peptídeos contendo enxofre, proteínas e, especialmente, hormônios peptídicos. Mesmo antes de seu trabalho ganhador do Prêmio Nobel em elucidar e sintetizar oxitocina e vasopressina por meio da manipulação do gene AVP, ele havia estabelecido uma reputação com suas pesquisas sobre insulina, biotina, transmetilação e penicilina.

Ele também descobriu uma série de relações estrutura-atividade para a oxitocina e a vasopressina, talvez a primeira de seu tipo para peptídeos. Esse trabalho culminou com a publicação de um livro intitulado A Trail of Research in Sulphur Chemistry and Metabolism and Related Fields.